# Time Well Wasted
Time Well Wasted è il quarto album in studio del chitarrista e cantante country statunitense Brad Paisley, prodotto da Frank Rogers e pubblicato nel 2005 per la Arista Nashville.

## Tracce
1. The World
2. Alcohol
3. Waitin' on a Woman
4. I'll Take You Back
5. She's Everything
6. You Need a Man Around Here
7. Out in the Parkin' Lot
8. Rainin' You
9. Flowers
10. Love Is Never-Ending
11. The Uncloudy Day
12. When I Get Where I'm Going
13. Easy Money
14. Time Warp
15. Time Well Wasted
16. Cornography